# Yaw Yeboah
Yaw Yeboah (Accra, 1997. március 28. –) ghánai válogatott labdarúgó, az amerikai Los Angeles csatára.

## Pályafutása

### Klubcsapatokban
Yeboah a ghánai Accra városában született. Az ifjúsági pályafutását a Right to Dream akadémiájánál kezdte.
2014-ben mutatkozott be az angol Manchester City felnőtt keretében. 2015 és 2018 között a francia Lille, a holland Twente és a spanyol Real Oviedo csapatát erősítette kölcsönben. 2018-ban a spanyol Numancia szerződtette. A 2019–20-as szezonban a Celta Vigo B-nél szerepelt kölcsönben. 2020-ban a lengyel első osztályban szereplő Wisła Krakówhoz igazolt. 2022. január 6-án hároméves szerződést kötött az észak-amerikai első osztályban  érdekelt Columbus Crew együttesével. Először a 2022. február 26-ai, Vancouver Whitecaps ellen 4–0-ra megnyert mérkőzésen lépett pályára. Első gólját 2023. április 2-án, a Real Salt Lake ellen hazai pályán 4–0-ás győzelemmel zárult találkozón szerezte meg. 2025 januárjában az amerikai Los Angeleshez igazolt.

### A válogatottban
Yeboah az U20-as és az U23-as korosztályú válogatottakban is képviselte Ghánát.
2019-ben debütált a felnőtt válogatottban. Először a 2019. június 9-ei, Namíbia ellen 1–0-ra elvesztett mérkőzésen lépett pályára.

## Statisztikák
2024. július 18. szerint
| Klub                     | Szezon   | Osztály          | Bajnokság | Bajnokság | Kupa  | Kupa | Nemzetközi | Nemzetközi | Összesen | Összesen |
| Klub                     | Szezon   | Osztály          | Meccs     | Gól       | Meccs | Gól  | Meccs      | Gól        | Meccs    | Gól      |
| ------------------------ | -------- | ---------------- | --------- | --------- | ----- | ---- | ---------- | ---------- | -------- | -------- |
| Lille (kölcsönben)       | 2015–16  | Ligue 1          | 3         | 0         | 2     | 0    | —          | —          | 5        | 0        |
| Twente (kölcsönben)      | 2016–17  | Eredivisie       | 26        | 2         | 1     | 0    | —          | —          | 27       | 2        |
| Real Oviedo (kölcsönben) | 2017–18  | Segunda División | 20        | 0         | 1     | 0    | —          | —          | 21       | 0        |
| Numancia                 | 2018–19  | Segunda División | 34        | 2         | 0     | 0    | —          | —          | 34       | 2        |
| Wisła Kraków             | 2020–21  | Ekstraklasa      | 28        | 4         | 0     | 0    | —          | —          | 28       | 4        |
| Wisła Kraków             | 2021–22  | Ekstraklasa      | 19        | 5         | 3     | 1    | —          | —          | 22       | 6        |
| Columbus Crew            | 2022     | MLS              | 19        | 0         | 1     | 0    | —          | —          | 20       | 0        |
| Columbus Crew            | 2023     | MLS              | 37        | 4         | 2     | 1    | 3          | 0          | 42       | 5        |
| Columbus Crew            | 2024     | MLS              | 18        | 0         | 0     | 0    | 7          | 0          | 25       | 0        |
| Összesen                 | Összesen | Összesen         | 204       | 17        | 10    | 2    | 10         | 0          | 224      | 19       |

### A válogatottban
| Válogatott | Év       | Pályára lépés | Gól |
| ---------- | -------- | ------------- | --- |
| Ghána      | 2019     | 1             | 0   |
| Ghána      | 2021     | 3             | 0   |
| Összesen   | Összesen | 4             | 0   |

## Sikerei, díjai
Columbus Crew
- MLS
  - Bajnok (1): 2023

- Leagues Cup
  - Győztes (1): 2024

- Campeones Cup
  - Döntős (1): 2024

- CONCACAF-bajnokok ligája
  - Döntős (1): 2024

Ghánai U20-as válogatott
- U20-as Afrikai nemzetek kupája
  - Bronzérmes (1): 2015

Egyéni
- Ekstraklasa – A Hónap Játékosa: 2021 augusztus